# Belagodu, Hospet
Belagodu là một làng thuộc tehsil Hospet, huyện Bellary, bang Karnataka, Ấn Độ.